# Comuna Podčetrtek
Podčetrtek (Občina Podčetrtek) este o comună din Slovenia, cu o populație de 3.224 de locuitori (2002).

## Localități
Brezovec pri Polju, Cmereška Gorca, Golobinjek ob Sotli, Gostinca, Imeno, Imenska Gorca, Jerčin, Lastnič, Nezbiše, Olimje, Pecelj, Podčetrtek, Polje ob Sotli, Prelasko, Pristava pri Lesičnem, Pristava pri Mestinju, Roginska Gorca, Rudnica, Sedlarjevo, Sela, Sodna vas, Sveta Ema, Verače, Vidovica, Virštanj, Vonarje